# مؤسسه مدائن الخضراء للتنمية الزراعية
جمعية مدائن الخضر للتنمية الزراعية (GMAAD) هي جمعية تعاونية زراعية غير ربحية في العراق .وتضم عضوية الجمعية التعاونية أكثر من 800 مزارع صغير، يقع معظمهم في قضاء المدائن، وهي منطقة تقع شرق بغداد في محافظة بغداد.
تساعد جمعية GMAAD المزارعين في شراء الأسمدة والبذور، بالإضافة إلى توظيف السائقين واستئجار المعدات اللازمة لحصاد القمح والشعير. ويمكن لأعضاء التعاونية اتخاذ ترتيبات لبيع منتجاتهم مباشرةً للجمهور في بغداد. ويوافق المزارعون الذين يتلقون التدريب والبيوت البلاستيكية على إعادة جزء من أرباحهم إلى الجمعيات الزراعية لتمويل بناء بيوت بلاستيكية لأعضاء آخرين. افتتحت التعاونية مستودعات ومكتبًا جديدًا، وعقدت أول اجتماع لمجلس إدارتها في ديسمبر/كانون الأول 2009.
بدأت جهود تشكيل التعاونية في عام 2008 بدعم من 47 جمعية زراعية في قضاء المدائن، ورئيس الوزراء العراقي نوري المالكي ، ووزارة الزراعة العراقية. تأسست التعاونية بمساعدة فريق إعادة الإعمار الإقليمي التابع لوزارة الزراعة الأمريكية لإعادة بناء القطاع الزراعي في العراق. قدم المستشارون الزراعيون بوزارة الزراعة الأمريكية فلويد وود وجلين براون وجون إليرمان الخبرة الفنية والتوجيه أثناء تشكيل التعاونية. تم توفير التمويل الأولي البالغ 6 ملايين دولار من قبل وزارة الخارجية الأمريكية . تم استخدام ثلثي التمويل لتزويد المزارعين بإمكانية الوصول إلى الائتمان من خلال صندوق القروض الدوارة . تم توفير 4.5 مليون دولار إضافية من قبل برنامج الاستجابة للطوارئ التابع للقادة الأمريكيين لتثبيت أكثر من 400 بيت زجاجي وحوالي 600 نظام ري بالتنقيط .جمعية المدائن الخضراء للتنمية الزراعية هي أكبر مشروع زراعي ممول من الولايات المتحدة في العراق.
وقد تشمل المشاريع المستقبلية للتعاونية إنشاء مصنع لمعالجة التمور، وممرات للماشية، ومطحنة أعلاف الدواجن.

## الأدب
يتناول كتاب جديد بعنوان "لقد كنا ننوي الخير: كيف ساعدت في خسارة معركة كسب قلوب وعقول العراقيين" ، من تأليف قائد فريق إعادة الإعمار الإقليمي السابق بيتر فان بورين، مشروع المدائن الخضراء ويحدث مشاريع إعادة الإعمار المشار إليها في العراق.